# Banua Huta
Banua Huta is een bestuurslaag in het regentschap Toba Samosir van de provincie Noord-Sumatra, Indonesië. Banua Huta telt 439 inwoners (volkstelling 2010).